# Roman Abt
Carl Roman Abt (Bünzen, Suïssa, 16 de juliol de 1850 - Llucana, Suïssa, 1 de maig de 1933) va ser un enginyer industrial, inventor i empresari suís.
Carl Abt era fill d'un fabricant de trenat de palla i va assistir a l'escola primària a Muri i a l'institut de segon ensenyament a Frauenfeld. Durant la seva joventut s'havia ocupat de construir i millorar les màquines de trenar, per la qual cosa va estudiar construcció de màquines a l'Escola Politècnica Federal (ETH) de 1869 a 1872. Després va treballar com a constructor en els tallers centrals del Ferrocarril Central Suís a Olten, i seguidament fins a 1879 a la fàbrica de la Societat internacional de ferrocarrils de muntanya a Aarau dirigida per Niklaus Riggenbach i Olivier Zschokke. Després va ser enginyer de control en el departament federal de ferrocarrils i el 1881 es va establir pel seu compte.
Abt va fer invents revolucionaris, com l'anomenat sistema Abt per a ferrocarrils de cremallera per a la combinació de locomotores d'adhesió i cremallera, així com el desviament Abt sense peces mòbils per a funiculars. Va dirigir personalment la construcció de 72 ferrocarrils de muntanya en tots els continents, entre ells a Suïssa els de Zermatt, Gornergrat, Furka-Oberalp, Muntanya Generoso, etc., i el de la Muntanya Snowdon en el Regne Unit.

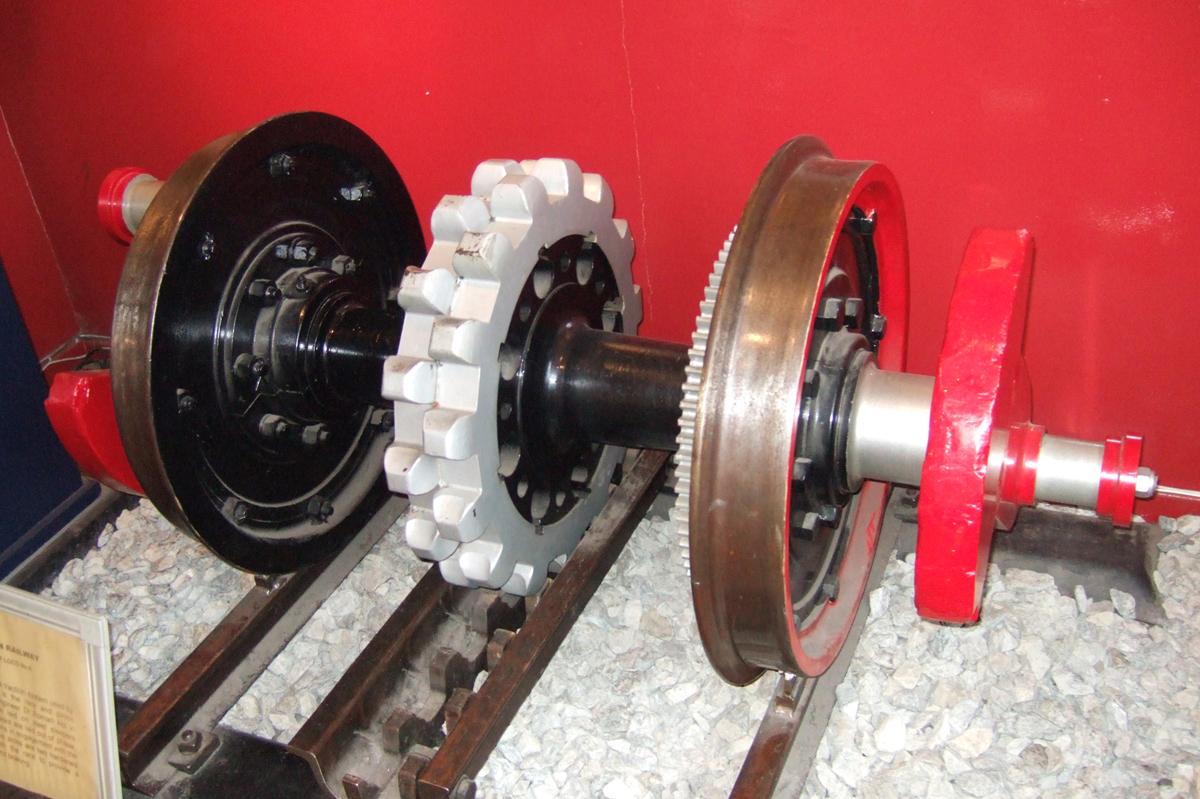
El sistema Abt aplicat a l'eix d'una locomotora de cremallera del Snowdon Mountain Railway, 1923.

Abt va rebre en vida molts homenatges, com el de Doctor honoris causa per l'escola tècnica de Hannover.
Així mateix es va distingir com a expert en art i mecenes.